# Герб Электроуглей
Герб муниципального образования город Электроугли Московской области — один из официальных символов (наряду с флагом) города Электроугли. Утвержден решением Совета депутатов муниципального образования «Город Электроугли Московской области»
от 05.05.2008 № 121/34. Внесён в Государственный геральдический регистр Российской Федерации, регистрационный номер № 127.

## Описание герба
В червленом (красном) поле из-за золотой, мурованной чёрным оконечности выходит узкое чёрное стропило, посередине расторгнутое и заостренное, с пятиконечной золотой звездой, имеющей закругленные выемки между остриями. От звезды отходят отвлеченные золотые лучи — трижды по три, косвенно вправо и влево вверх, а также вниз, остриями к звезде.
— Совета депутатов муниципального образования "Город Электроугли Московской области"
от 05.05.2008 № 121/34